# Dolichandrone falcata
Dolichandrone falcata là một loài thực vật có hoa rụng lá nhỏ trong họ Chùm ớt. Loài này được (Wall. ex DC.) Seem. mô tả khoa học đầu tiên năm 1870 và là loài đặc hữu của Ấn Độ.